# Molvízar (kommunhuvudort)
Molvízar är en kommunhuvudort i Spanien.   Den ligger i provinsen Provincia de Granada och regionen Andalusien, i den södra delen av landet, 400 km söder om huvudstaden Madrid. Molvízar ligger 233 meter över havet och antalet invånare är 2 704.
Terrängen runt Molvízar är huvudsakligen kuperad, men åt sydost är den platt.  Närmaste större samhälle är Motril, 8,9 km öster om Molvízar. Trakten runt Molvízar består till största delen av jordbruksmark.